# Magyar cimbalomművészek listája
A listában a Magyarországon született vagy Magyarországon élt cimbalomművészek szerepelnek.
| Ábécé szerinti tartalomjegyzék                                                                           |
| --- |
| A, Á B C Cs D Dz Dzs E, É F G Gy H I, Í J K L Ly M N Ny O, Ó Ö, Ő P Q R S Sz T Ty U, Ú Ü, Ű V W X Y Z Zs |

## A, Á
| - Allaga Géza (1841–1913) zeneszerző, gordonka- és cimbalomművész, cimbalomtanár. - Andrássy Ferenc Dűvő, Gajdos |

## B
| - Balogh Elemér - ifj. Balogh Elemér - Balogh Kálmán (1959–) népzenész, a Budapest Táncegyüttes cimbalmosa, a Balogh Kálmán Gypsy Cimbalom Band alapítója. - Bangó Ernő (Cérna) - ifj. Bangó Ernő (Cérna) - Bangó Gyula - Bangó Imre (Gabi) - Bangó István (Pupi) - Ifj.Bango látván (kis Pupi) - Bangó Róbert - Balogh László (Vak Laci) - ifj.Balogh László (Kis vak) - Balogh Laszlo - Bangó László - Barcza Zsolt (1978-) Kossuth-díjas zenész, a Csík zenekar tagja - Báder András - Berkes József (Klerensz) - Berki Sándor Balassagyarmat - Berki Sándor (Bakancs) 1916-1988 - Bicskei Géza (1934-2022) zenész; zenetanár; harmonikaművész; cimbalomművész - Bóné Sándor Vajdaszentivány |

## Cs
| - Csendes Henrietta - Csík Adolf - Csík Benedek - Csík Gyula - Csík Sándor - Csikós Márta - ifj. Csóka Gyula - Csurgó Dezső Ludas, Téka - Csurkulya József (1974-) Besh o droM - Czamkó Károly Bonchida |

## D
| - Danyi Jenő |

## E, É
| - Egyed Péter Tücsök Népzenei Együttes - Enyedi Tamás Magos zenekar - Egervári Mátyás - Góbé, PásztorHóra |

## F
| - Fábián Márta (1946-) cimbalomművész - Farkas György - Farkas Gyöngyi (?) - Farkas Jenő (1899-1949) - Farkas Mihály cimbalomművész-tanár, a Budapest Bár zenekar egyik alapítója és tagja - Farkas Rózsa (1971-) Liszt Ferenc-díjas cimbalomművész-tanár - Fehér József (Gari) - ifj. Fehér József (kis Gari) - Fehér István (Tojás) |

## G, Gy
| - Gáspár Kálmán (Leon) cimbalmos, az 1996-os Ki mit tud? második helyezettje, a Kálmánia zenekar vezetője, a Fullánk Project alapítója. - Gelencsér János (1992-) Dobroda zenekar - Gerencsér Ferenc (1923–1989) cimbalomművész, cimbalomtanár. - Gerencsérné Szeverényi Ilona, lásd: Szeverényi Ilona - Gódor Erzsébet (1991- ) cimbalomművész - Gólya Márton József (népzenész) Naszály zenekar , Pósfa zenekar |

## H
| - Hüse Tímea (1982-) - Herencsár Viktória (1953-) cimbalomművész, a Cimbalom Világszövetség elnöke. - Horváth Balázs (1957-) |

## J
| - Jobbágy Bence (1989-) Tarsoly zenekar |

•Jónás Géza

## K
| - Kurina Mihály (Lajkó Félix) és zenekara - Keskeny József |

## L
| - Lakatos György - Lakatos János - Liber Endre Tükrös, Gázsa - Lisztes Jenő - Lukács István - Lukács Miklós (1977-) zenész, cimbalomművész |

## M
| - Malácsik Gusztáv - Makó Róbert - Makó József - Márton Károly Rozsály - Mocsár Gyula (1905-1991) magyar cigányzenész és festőművész - Móri Beáta (1983-) cimbalomművész - Morzsa Oszkár |

## N
| - Nagy Zoltán (1965-) Dunazug és Bekecs együttes - Németh János (zsidó) |

## Ö, Ő

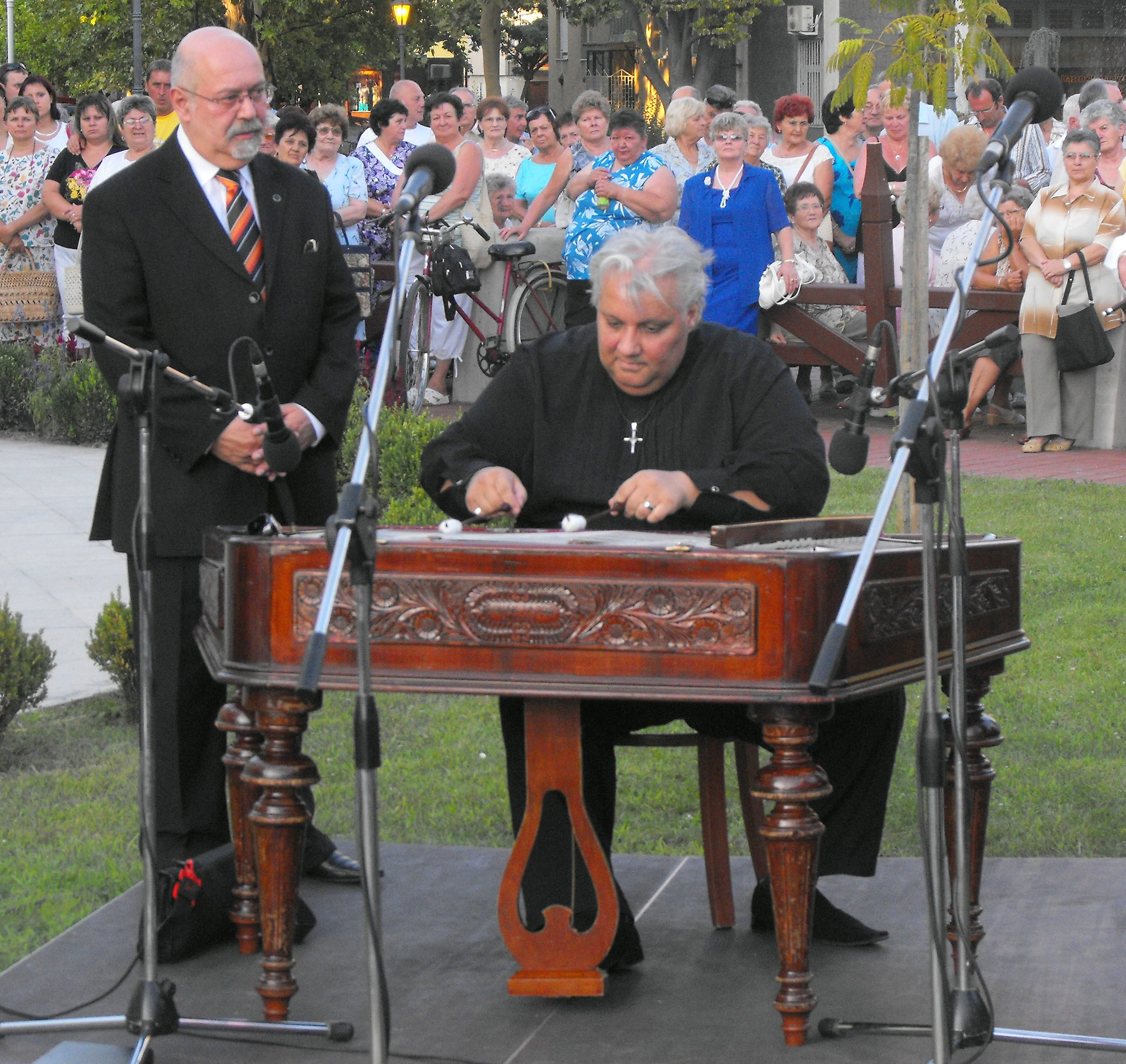
Ökrös Oszkár cimbalmon játszik Makón, a Fátyol Misi-szobor avatóünnepségén

| - Ökrös Oszkár (1957-2018) cigányzenész, a 100 Tagú Cigányzenekar szólistája. |

## P
| - P. Szabó Dániel (1982-) Folkestra, Gázsa - Petrovics Tamás népzenész, a Kalamajka együttes tagja. - Pribojszki Ferenc - Pukkai Attila Ghymes együttes |

## R
| - Rácz Aladár (1886–1958) - Rácz Ferenc (ötdekás) - Ifj.Rcz Ferenc (kisdekas) - Rácz László (1968-) - Rátonyi Pál - Rigó János - Rónai Zoltán Fix-stimm |

## S
| - Sörös Jenő cimbalmos |

## Sz
| - Szabó Dániel lásd: P. Szabó Dániel - Szakály Ágnes (1951-) cimbalomművész, cimbalomtanár. - Szalai József (1929–2014) cimbalomművész, az Országos Filharmónia szólistája. - Szitai Gyula (picka) - Szeverényi Ilona (Gerencsérné) (1946-) Liszt-díjas cimbalomművész, cimbalomtanár - Szénási Ferenc (cimbalomművész, cimbalomtanár) |

## T
| - Tarjáni Tóth Ida (1918–2000) cimbalomművész, zenepedagógus - Tárkány-Kovács Bálint (1980-) Fonó Zenekar, Tárkány művek - Tréger Andor (Ruszki Bandi) - Tóth Elek (1933-) cimbalomművesz, tanár - Tóni Árpád Marosvécs |

## U, Ú
| - Unger Balázs Galga, Állami, Pál István „Szalonna”, Cimbaliband |

## Ü, Ű
| - Ürmös Sándor |

## V
| - Vékony Ildikó (1963–2009) cimbalomművész, cimbalomtanár - ifj.Vaskó Tódor - Varga Kálmán - Völgyi János |

## Z
| - Zimber Ferenc Buda Folk Band, Junior Prima díjas népzenész |